# Black Gives Way to Blue
Black Gives Way to Blue es el cuarto álbum de estudio de la banda de grunge estadounidense Alice in Chains que tuvo como fecha de lanzamiento el 29 de septiembre de 2009. Este álbum no solo es el primero que lanza la banda en 14 años sino que también fue el debut del nuevo vocalista de la banda William DuVall, el que se une después de la muerte de Layne Staley. Además es el primer disco con la discográfica Virgin Records, su primera aventura lejos de Columbia Records responsable de sus anteriores entregas. El álbum debutó en la posición número 5 en el Billboard 200 con más de 126.000 copias vendidas en su primera semana de lanzamiento.
La preparación para este nuevo disco comenzó muy temprano en el 2006. Por abril de 2007 Alice in Chains ya había escrito y grabado algunos demos del álbum pero no muestra signos de progreso hasta octubre de 2008 cuando comienzan a grabar con Nick Raskulinecz como productor (con gran experiencia con Foo Fighters, Rush y Stone Sour) en el estudio. El proceso de escritura y grabación finalmente culmina el 18 de marzo de 2009, día del 43 cumpleaños del guitarrista de la banda Jerry Cantrell. El día programado para el lanzamiento marca, además, 17 años del lanzamiento del segundo álbum de estudio, Dirt. 

## Lista de canciones
Todas las canciones escritas por Jerry Cantrell excepto donde se indique.

| N.º | Título                    | Escritor(es)                             | Duración |  |
| 1.  | «All Secrets Known»       |                                          | 4:43     |  |
| 2.  | «Check My Brain»          |                                          | 3:58     |  |
| 3.  | «Last of My Kind»         | Cantrell, William DuVall                 | 5:53     |  |
| 4.  | «Your Decision»           |                                          | 4:43     |  |
| 5.  | «A Looking in View»       | Cantrell, DuVall, Sean Kinney, Mike Inez | 7:06     |  |
| 6.  | «When the Sun Rose Again» |                                          | 4:00     |  |
| 7.  | «Acid Bubble»             |                                          | 6:56     |  |
| 8.  | «Lesson Learned»          |                                          | 4:17     |  |
| 9.  | «Take Her Out»            |                                          | 4:00     |  |
| 10. | «Private Hell»            |                                          | 5:38     |  |
| 11. | «Black Gives Way to Blue» |                                          | 3:04     |  |

Bonus tracks en iTunes
| N.º | Título                                | Duración |  |
| 12. | «Black Gives Way to Blue» (piano mix) | 3:01     |  |
| 13. | «Your Decision» (directo)             | 4:48     |  |

Edición japonesa
| N.º | Título                     | Duración |  |
| 12. | «Down in a Hole» (directo) | 6:46     |  |

## Integrantes
- Jerry Cantrell - Voz, guitarra solista
- William DuVall - Voz, guitarra rítmica
- Mike Inez - Bajo, coros
- Sean Kinney - Batería

## Posición en las listas
| Lista                   | Posición | Ventas  |
| ----------------------- | -------- | ------- |
| Billboard 200 (EE. UU.) | 5        | 500 000 |
| Finlandia               | 11       |         |
| Canadá                  | 4        |         |
| Suiza                   | 21       |         |
| Austria                 | 14       |         |
| Francia                 | 46       |         |
| Holanda                 | 34       |         |
| Suecia                  | 20       |         |
| Noruega                 | 9        |         |
| Dinamarca               | 13       |         |
| España                  | 54       |         |
| Australia               | 12       |         |
| Nueva Zelanda           | 7        |         |
| México                  | 88       |         |
| Croacia                 | 17       |         |
| Bélgica (Flandes)       | 26       |         |
| Bélgica (Valonia)       | 31       |         |

### Sencillos
| Año                                | Sencillo            | Posición más alta | Posición más alta | Posición más alta | Posición más alta | Posición más alta |
| Año                                | Sencillo            | US                | US Alt            | US Main           | US Rock           | CAN               |
| ---------------------------------- | ------------------- | ----------------- | ----------------- | ----------------- | ----------------- | ----------------- |
| 2009                               | "A Looking in View" | —                 | 38                | 12                | 27                | —                 |
| 2009                               | "Check My Brain"    | 92                | 1                 | 1                 | 1                 | 62                |
| 2009                               | "Your Decision"     | —                 | 19                | 12                | 23                | —                 |
| "—" indica que no entró en listas. |                     |                   |                   |                   |                   |                   |